# 덕산사 (전라남도)
덕산사(德山祠)는 대한민국 전라남도 곡성군 오곡면 덕산리에 있는 사당이다. 1984년 2월 29일 전라남도의 문화재자료 제120호로 지정되었다.

## 개요
고려 예종 때 원수 윤관(?∼1111) 장군과 부원수 오연총(1055∼1166) 장군을 모시는 사당이다.
윤관은 고려 문신으로 고려와 여진족이 자주 충돌하자 특수부대인 별무반을 만들어 여진족을 격파하고 9성을 쌓았다.
오연총은 고려의 문신으로 과거에 합격한 후 병부낭중 등 여러 벼슬을 지냈다. 고려 예종 2년(1107) 원수 윤관과 함께 여진정벌을 나섰고 9성을 쌓았다.
원래 조선 선조 16년(1583)에 함경도 경성에 지은 이 사당은 1935년경 지금 있는 자리로 옮겼다.
규모는 앞면 3칸·옆면 2칸이며, 지붕은 옆면에서 볼 때 사람 인(人)자 모양을 한 맞배지붕이다.

## 참고 문헌
- 덕산사 - 국가유산청 국가유산포털